# Distrito electoral de Stokes (Illinois)
Stokes (en inglés: Stokes Precinct) es un distrito electoral ubicado en el condado de Union en el estado estadounidense de Illinois. En el Censo de 2010 tenía una población de 800 habitantes y una densidad poblacional de 9,21 personas por km².

## Geografía
Stokes se encuentra ubicado en las coordenadas 37°25′37″N 89°6′32″O / 37.42694, -89.10889. Según la Oficina del Censo de los Estados Unidos, Stokes tiene una superficie total de 86.84 km², de la cual 86.46 km² corresponden a tierra firme y (0.43%) 0.38 km² es agua.

## Demografía
Según el censo de 2010, había 800 personas residiendo en Stokes. La densidad de población era de 9,21 hab./km². De los 800 habitantes, Stokes estaba compuesto por el 97.13% blancos, el 0.38% eran afroamericanos, el 0.13% eran amerindios, el 0% eran asiáticos, el 0% eran isleños del Pacífico, el 1.5% eran de otras razas y el 0.88% pertenecían a dos o más razas. Del total de la población el 1.5% eran hispanos o latinos de cualquier raza.